# Пауль Галла
Пауль Галла (нім. Paul Halla, нар. 10 квітня 1931, Грац — пом. 6 грудня 2005, Відень) — австрійський футболіст, захисник.
Насамперед відомий виступами за клуб «Рапід» (Відень), а також національну збірну Австрії.

## Клубна кар'єра
У дорослому футболі дебютував 1950 року виступами за команду клубу «Штурм» (Грац), в якій провів один сезон. 
Протягом 1951—1953 років захищав кольори команди клубу ГАК (Грац).
1953 року перейшов до клубу «Рапід» (Відень), за який відіграв 12 сезонів. Більшість часу, проведеного у складі віденського «Рапіда», був основним гравцем захисту команди. Завершив професійну кар'єру футболіста виступами за команду «Рапід» (Відень) у 1965 році
Помер 6 грудня 2005 року на 75-му році життя у Відні.

## Виступи за збірну
1952 року дебютував в офіційних матчах у складі національної збірної Австрії. Протягом кар'єри у національній команді, яка тривала 14 років, провів у формі головної команди країни 34 матчі, забивши 2 голи.
У складі збірної був учасником чемпіонату світу 1954 року у Швейцарії, на якому команда здобула бронзові нагороди, а також чемпіонату світу 1958 року у Швеції.

## Титули і досягнення
- Бронзовий призер чемпіонату світу: 1954